# 名川保男
名川 保男（ながわ やすお、1896年（明治29年）3月25日 - 1975年（昭和50年）5月25日）は、日本の弁護士、東京弁護士会会長、国家公安委員会委員長代理、明治大学専務理事、東京音楽大学理事長。
衆議院議員、鉄道政務次官、第一東京弁護士会会長を務めた名川侃市の弟。

## 来歴・人物
広島県生まれ。1919年（大正8年）明治大学法学部卒業。1922年（大正11年）千葉地方裁判所判事に任官。1927年（昭和2年）に弁護士となる。事務所は京橋区銀座。
帝人事件、炭鉱国管疑獄、昭和電工事件、日殖事件、造船疑獄といった汚職事件の弁護人を務めた。
1955年（昭和30年）東京弁護士会会長に就任。日本弁護士連合会副会長を務めた。
1962年（昭和37年）9月3日に国家公安委員に就任。1972年（昭和47年）9月2日まで2期10年務めた。
1969年（昭和44年）に勲一等瑞宝章を受章。
明治大学専務理事、東京音楽大学理事長も務めた。